# Karamoko Kader Dembele
Karamoko Kader Dembele (Londres, 22 de febrer de 2003) és un futbolista professional britànic que juga com a davanter pel Celtic FC a la Scottish Premiership i a les seleccions d'Escòcia i Anglaterra.

## Biografia
Els pares de Karamoko van néixer a la Costa d'Ivori, (Àfrica). Els seus pares van passar la seva vida a Costa d'Ivori (Àfrica) fins que van tenir fills.
Al néixer el germà gran de Karamoko, Siriki Dembélé es van mudar a Escòcia i quan Dembele tenia només un any, es van traslladar cap a Govan, Glasgow, on viuen a dia d'avui.
Dembele té tres germans, el germà gran Siriki Dembele que juga a futbol al Peterborough United. L'altre germà de Dembele, en Hassan també jugava a futbol, com Karamoko juga al Celtic F.C, però aquest en categories inferiors, més concretament, a l'equip Sub-19. Finalment, Dembele té una germana la Macoula, que va cursar els estudis obligatoris. Un cop acabats aquests, va començar a treballar en una agència de models a Escòcia,
Pel que sabem dels estudis, Karamoko Kader Dembele va fer la primària a l'escola St Constantine's a Drumoyne, Regne Unit.

## Clubs
Dembele va començar a jugar des que tenia cinc anys. El seu primer equip va ser Park Villa B.C, on va poder demostrar el seu potencial. Després de cinc anys (el 2013), va fitxar pel Celtic FC. Dembele va començar jugant a l'equip Sub-19, però, quan el seu club tenia un compromís important, jugava amb els nois de la seva edat. El juliol del 2016 Dembele va jugar el torneig St Kevin's Boyd Academy Cup, va jugar amb l'equip Sub-13. En el mateix torneig, Dembele va ser nomenat com a millor jugador del torneig, després de ser nomenat millor jugador, l'entrenador del primer equip, és a dir, de la categoria absoluta del Celtic F.C va convidar a Dembele a fer un entrenament lleuger amb ells.
El 3 d'octubre, Dembele va obtenir una gran atenció per part dels mitjans de comunicació, després de debutar amb la Selecció esportiva  Sub-20 d'Escòcia quan tenia tan sols 13 anys. Dembele va començar el partit a la banqueta, però al minut 81, va substituir a Jack de Aitchison, un jugador que també era molt jove (16 anys).
Després del partit, el seu club (Celtic F.C), va protegir a Dembele, ja que la pressió que podria patir per la premsa, el podía perjudicar.
Karamoko Kader Dembele, va signar un petit contracte d'inscripció juvenil el dia 2 de juny de 2017 per entrar al Celtic F.C. Però el 24 de desembre de 2018 Dembele va signar el seu primer contracte com a professional, on va acordar estar al club fins 2021.
Finalment, va debutar el 19 de maig de 2019 a la Scottish Premiership al partit que enfrontava  al Celtic FC contra el Heart of Midlothian F.C. El partit va finalitzar amb victòria del Celtic FC i amb Karamoko Kader Dembele al camp, que havia entrat al principi de la segona part, per a substituir a Oliver Bruke.

## Seleccions
Karamoko Kader Dembele ha rebut tres propostes de diferents seleccions després que les equips veiessin el seu potencial. Una d'aquestes tres propostes és la d'Anglaterra (país on va néixer Dembele). La segona, és la de la selecció Escocesa (país on Dembele porta jugant des dels deu anys al Celtic FC). La tercera, ha estat la de la selecció de Costa d'Ivori (país on van néixer els seus pares).
Karamoko va ser convocat el 2016 per la selecció Escocesa per jugar un torneig Sub-16 anomenat Victory Shield, en el qual va jugar vuit partits i fins i tot, va marcar un gol.
Dembele va tornar a ser convocat el 2016. Aquest cop, per representar a la selecció Anglesa amb l'equip Sub-15. Va disputar tres partits i va fer una assistència de gol.
Dembele va tornar a ser convocat per Escòcia el 2018 per la selecció Sub-17, en aquesta ocasió, va tenir minuts en dos partits diferents, ara bé, no va destacar excessivament.
La seva última estada en una selecció va ser un any més tard, el 2019 per jugar amb la selecció Sub-17 Anglesa,on va disputar un partit en el quad no va destacar.
Karamoko Kader Dembele ha expressat que l'any 2020 decidirà quina serà la selecció que escollirà per a representar en un futur.

## Palmarès
Pel que fa al palmarès col·lectiu, Karamoko Kader Dembele ha guanyat dos títols a nivell de club, el seu primer títol va ser quan va guanyar amb el seu club, el Celtic F.C, el títol de la lliga Escocesa (anomenada Scottish Premiership) durant la temporada 2018-19. El segon títol també va ser amb el Celtic F.C, aquest cop va aconseguir la copa d'Escòcia (anomenada Glasgow Cup) en la temporada 2018-19. Aquesta copa la disputen els equips Escocesos, en aquest cas, només participen un total de cinc equips.
Pel que fa al palmarès individual de Karamoko Kader Dembele, podem destacar que ha aconseguit un premi individual amb tan sols setze anys. Aquest premi el va rebre quan va disputar el torneig amb el equip Sub-13 del Celtic F.C, (anomenat St Kevin's Boyd Academy Cup). En aquest torneig, Karamoko Kader Dembele va ser nomenat millor jugador del torneig.